# Пузаново (Тверская область)
Пузаново — деревня в Андреапольском городском округе Тверской области.

## География
Находится в западной части Тверской области на расстоянии приблизительно 29 км на запад по прямой от города Андреаполь на западном берегу озера Бойно.

## История
Деревня уже была показана на карте Шуберта (состояние местности на 1826—1840 годы). В 1872 году здесь (деревня Холмского уезда Псковской губернии) было учтено 3 двора, в 1939 — 10. До 2019 года входила в Торопацкое сельское поселение Андреапольского района до их упразднения.

## Население
Численность населения: 24 человека (1872 год), 0 (русские 78 %) в 2002 году, 6 в 2010.